# 安城駅

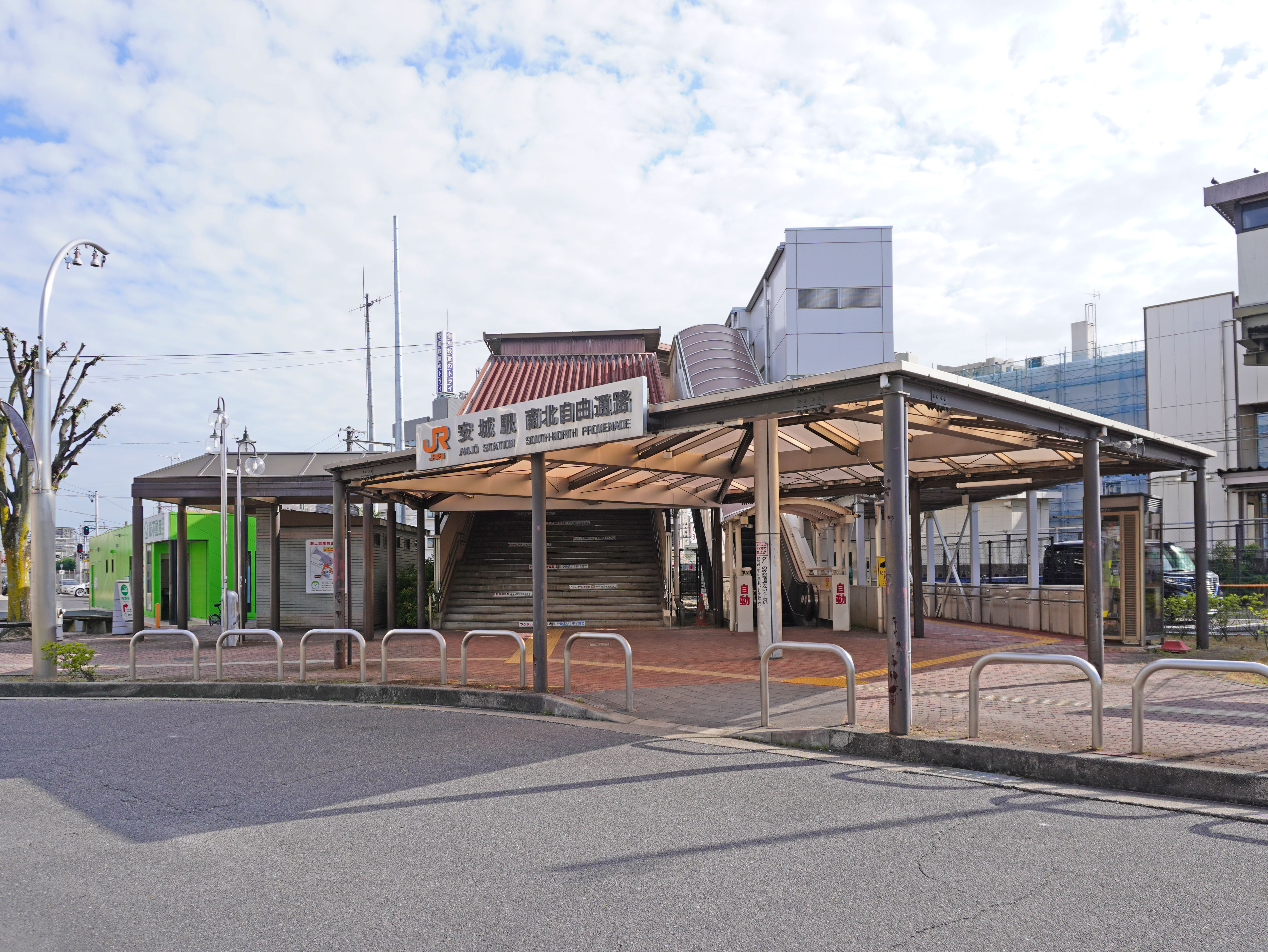
北口（2022年10月）

安城駅（あんじょうえき）は、愛知県安城市御幸本町にある、東海旅客鉄道（JR東海）東海道本線の駅である。東海道新幹線の三河安城駅、名古屋鉄道（名鉄）の新安城駅、北安城駅、南安城駅との区別の為、「JR安城駅」と呼ばれることが多い。駅番号はCA54。
運行形態の詳細は「東海道線 (名古屋地区)」を参照。

## 概要
安城市の中心部に位置する駅で、市の中心的な駅として機能している。
1891年（明治24年）に当時の安城村に開業し、安城の発展に大きく寄与した。1939年（昭和14年）から碧海電気鉄道の貨物支線（後の名鉄安城支線）が南安城駅まで結び、1951年（昭和26年）からは旅客運転がされていたが、1961年（昭和36年）に同線は廃止された。
かつては東海交通事業が業務を受託する業務委託駅で三河安城駅の管理下に置かれていたが、2008年（平成20年）4月1日から、隣の三河安城駅の新幹線鉄道事業本部へのエリア変更に伴い、同駅在来線部分を当駅管理とするため、業務委託駅から直営駅に変更された。

## 歴史
現在の東海道本線にあたる路線上の岡崎駅 - 刈谷駅間は、15.7kmと距離が長く、1887年（明治20年）頃から野田村神楽山（現在の安城市二本木新町。付近に三河安城駅がある。）に新駅の設置を求める運動が起こった。この活動には、近隣の箕輪村や福釜村（いずれも安城市）のほか、神楽山が西尾街道と交わることから幡豆郡の町村が参加していた。また、大浜村（現在の碧南市）も、衣ヶ浦から油ヶ淵に入り、更に明治用水を北上し挙母町（現在の豊田市）まで汽船を運航する計画があったため、活動に加わっていた。
対して、安城村も1888年（明治21年）から稲垣半平村長の下で誘致活動が始まった。また、上条村、山崎村（いずれも安城市）、西牧内村（現在の岡崎市）からも誘致の声が出た。鉄道局は、岡崎 - 大府の中間に位置する神楽山、岡崎 - 刈谷の中間点に位置する安城村「明治用水東井筋鉄橋以西」、上条・山崎村、西牧内村の4候補地を挙げ、神楽山と安城村に絞り込まれたが、神楽山が刈谷駅に近いことから、安城村への駅設置が決定した。設置にあたり、知名度の低かった「安城」ではなく、宿場町の「知立」を駅名とすることも考えられたが、「安城」に落ち着いた。
1891年（明治24年）、安城村内の線路南側に木造の駅舎が建設された。設置時には、駅北に農家数軒があるのみで、南は荒野が広がるだけだったが、駅前には集落が形成され、現在の安城市の中心市街として発展する。また、駅と西尾街道や西尾町（現在の西尾市）、箕輪村などを結ぶ道路が整備された。
1939年（昭和14年）から碧海電気鉄道（現在の名鉄西尾線の一部）が新安城駅（貨物駅。現在の新安城駅とは異なる）を開設し、南安城駅までを結ぶ貨物支線を敷いた。1944年（昭和19年）に碧海電気鉄道と名古屋鉄道の合併により支線は安城支線に改称され、1950年（昭和25年）の愛知国体期間中の5日間の旅客営業を経て1951年（昭和26年）からは安城駅に改称して旅客運転がされていたが、1961年（昭和36年）に同線は廃止となった。
1947年（昭和22年）に駅舎は改築されたが、伊勢湾台風などにより老朽化が進んでいた。そこで、1971年（昭和46年）から始まっていた安城駅前都市改造にあわせて、1980年（昭和55年）に駅舎の改築工事に着手。鉄筋コンクリート造で3階建の駅舎が完成し、駅前広場にペデストリアンデッキが設けられた。また、同時に南北自由通路が設けられ、初めて線路北側と駅が結ばれた。
1987年（昭和62年）の国鉄分割民営化に伴い、利便性が増したため、利用者は増加傾向にある。

### 年表
- 1891年（明治24年）6月16日：官設鉄道（国鉄）の岡崎 - 刈谷間に新設開業[3]。一般駅[3]。
- 1895年（明治28年）4月1日：線路名称制定。東海道線（1909年に東海道本線に改称）の所属となる。
- 1908年（明治41年）9月：跨線橋新設[7]。
- 1939年（昭和14年）12月25日：碧海電気鉄道線（後の名古屋鉄道安城支線）の新安城駅（貨物駅）が隣接して開業。
- 1946年（昭和21年）10月22日 - 昭和天皇が安城市に行幸（昭和天皇の戦後巡幸）。お召し列車が安城駅発 - 名古屋駅着で運行[8]。
- 1951年（昭和26年）3月21日：安城支線旅客営業開始、新安城駅が安城駅に改称。
- 1961年（昭和36年）7月30日：名古屋鉄道安城支線廃止。
- 1980年（昭和55年）10月1日：車扱貨物の取扱いを廃止[3]。
- 1982年（昭和57年）8月1日：駅舎改築[9]。
- 1986年（昭和61年）11月1日：荷物の取扱いを廃止[3]。
- 1987年（昭和62年）
  - 3月21日：ホームを増設し、島式1面2線から3面4線化される[1]。
  - 4月1日：国鉄分割民営化により、JR東海の駅となる[3]。この頃、単式ホーム1面2線を増設。
- 1992年（平成4年）6月13日：自動改札機を設置[10]。
- 2006年（平成18年）11月25日：ICカード「TOICA」の利用が可能となる。
- 2020年（令和2年）11月：ウォークイン改札導入[11]。近距離券発売機能つき指定席券売機導入[11]。

## 駅構造
島式ホーム1面2線と単式ホーム2面2線を配し橋上駅舎を有する地上駅。中央に島式ホーム、その外側に単式ホームを1面ずつ置く構造で、単式の1・4番線が副本線、島式の2・3番線が主本線となっているが、上下とも同一ホームでの緩急接続ができないこともあり、2024年（令和6年）3月時点では1・4番線に発着する定期旅客列車の設定はない。
駅舎は橋上駅舎構内の南側にあり、跨線橋で北口とつなげて南北自由通路としている。改札口は3階に設置され、3つのホームと跨線橋で繋がっている。駅舎内には、JR全線きっぷうりば、近距離券発売機能つき指定席券売機、ベルマートがある。また、1・2階の一部区画はテナントとして貸し出され、歯科医院や観光案内所などが営業している。
かつては、駅舎西側に有蓋車用の貨物ホームが置かれていたほか、構内の南東には名古屋鉄道（名鉄）安城支線の安城駅があった。

### のりば
| 番線 | 路線         | 方向 | 行先             | 備考   |
| ---- | ------------ | ---- | ---------------- | ------ |
| 1    | CA東海道本線 | 下り | 名古屋・大垣方面 | 副本線 |
| 2    | CA東海道本線 | 下り | 名古屋・大垣方面 | 本線   |
| 3    | CA東海道本線 | 上り | 岡崎・豊橋方面   | 本線   |
| 4    | CA東海道本線 | 上り | 岡崎・豊橋方面   | 副本線 |

（出典：JR東海:駅構内図）

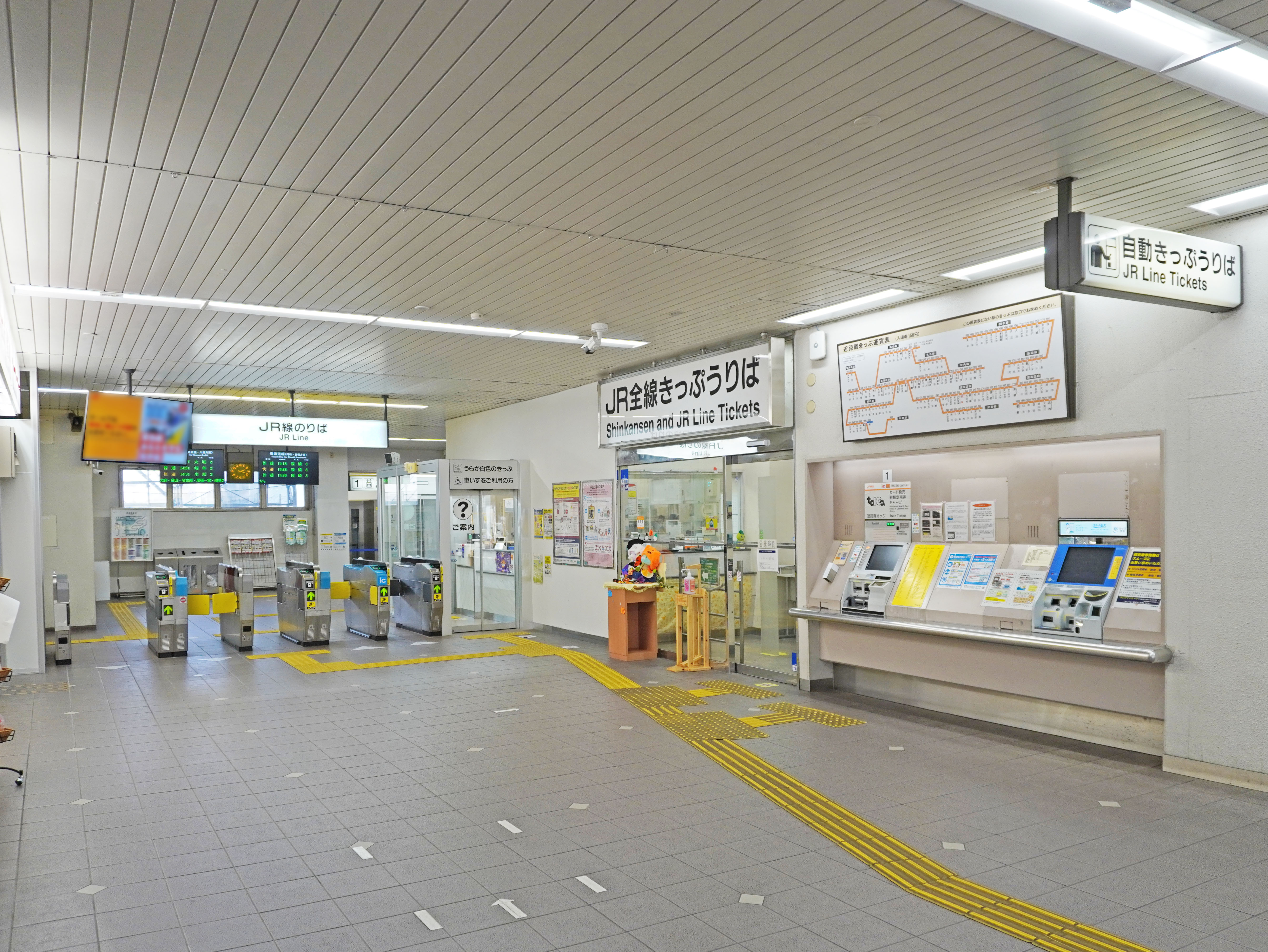
改札口（2022年10月）
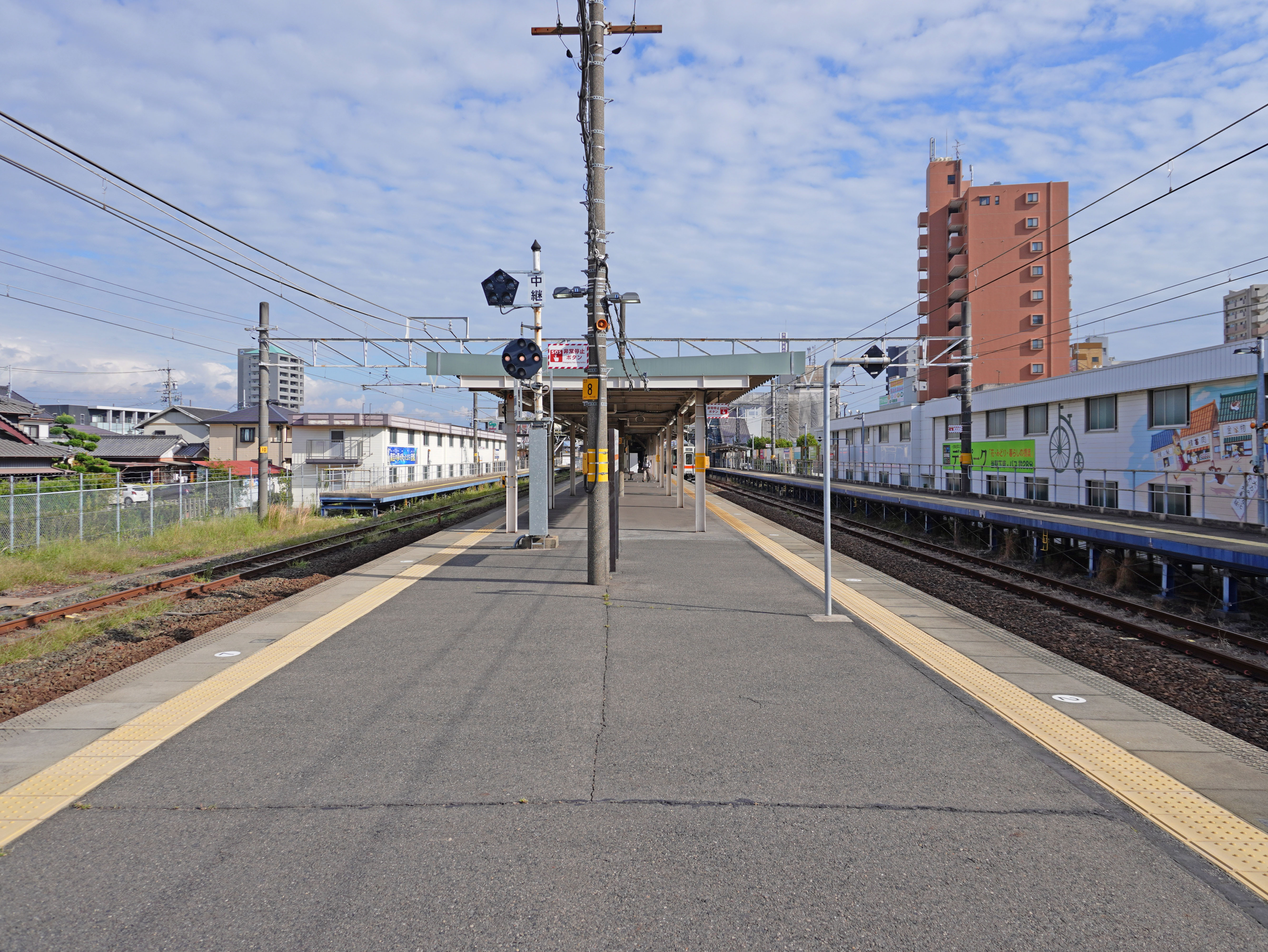
ホーム（2022年10月）
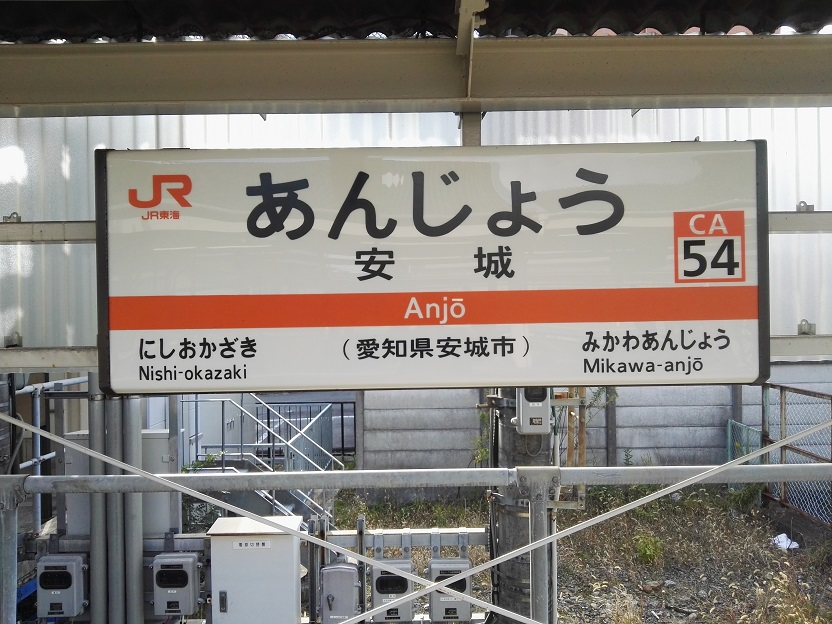
駅名標（2018年12月）

### 配線図
| ← 豊橋方面 | 安城駅 構内配線略図 | → 名古屋方面 |
| 凡例 出典: |                     |              |

## 利用状況
- 『移動等円滑化取組計画書』によると2023年度当時の1日平均乗降人員は50,393人であり、この値はJR東海全駅（405駅）中23位、 東海道本線（86駅）中15位であった[* 2]。

「愛知県統計年鑑」および「安城の統計」によれば、1日平均の乗車人員は以下の通りであった。
| 年（）度           | 一日平均 乗車人員 |
| ------------------ | ----------------- |
| 1995年（平成07年） | 9,355             |
| 1996年（平成08年） | 9,641             |
| 1997年（平成09年） | 9,583             |
| 1998年（平成10年） | 9,418             |
| 1999年（平成11年） | 9,467             |
| 2000年（平成12年） | 9,602             |
| 2001年（平成13年） | 9,889             |
| 2002年（平成14年） | 9,818             |
| 2003年（平成15年） | 9,835             |
| 2004年（平成16年） | 9,861             |
| 2005年（平成17年） | 10,184            |
| 2006年（平成18年） | 10,400            |
| 2007年（平成19年） | 10,786            |
| 2008年（平成20年） | 10,751            |
| 2009年（平成21年） | 10,580            |
| 2010年（平成22年） | 10,716            |
| 2011年（平成23年） | 10,760            |
| 2012年（平成24年） | 10,825            |
| 2013年（平成25年） | 11,012            |
| 2014年（平成26年） | 10,961            |
| 2015年（平成27年） | 11,253            |
| 2016年（平成28年） | 11,326            |
| 2017年（平成29年） | 11,619            |
| 2018年（平成30年） | 11,698            |
| 2019年（令和元年） | 11,624            |
| 2020年（令和02年） | 9,006             |
| 2021年（令和03年） | 9,336             |

## 駅周辺

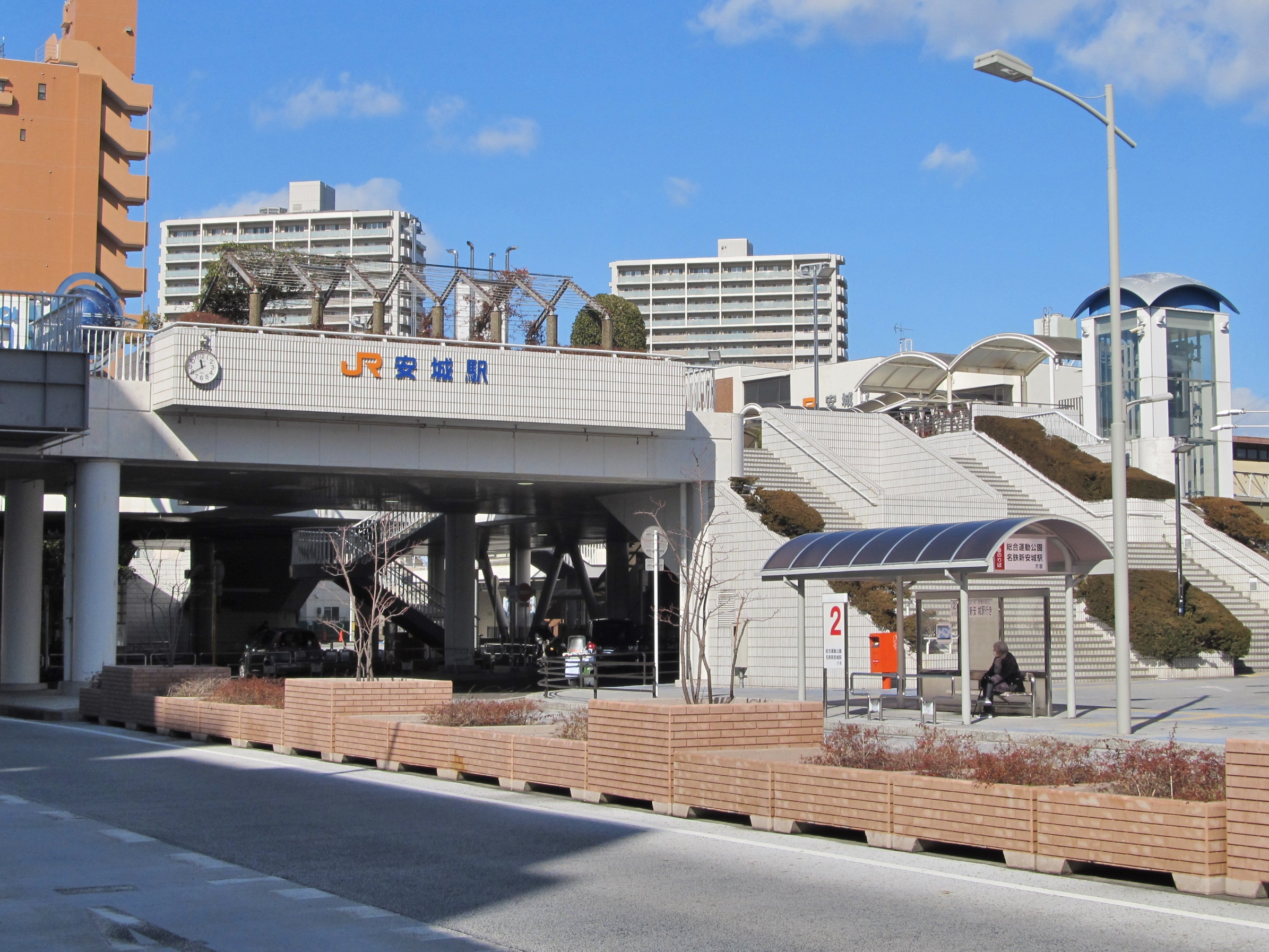
南口周辺（2019年2月）

南口にはペデストリアンデッキが設置されており、地上部はロータリーとなっている。駅の脇には交番と立体駐輪場が設置されている。周辺は安城市の中心市街地になっており、駅から南へ商店街がのびている。
一方、北口はロータリーと立体駐輪場が整備されている。周辺は住宅地となっている。
東海道本線は当駅の東側で名鉄西尾線をアンダークロスしているが、交差地点に名鉄の駅はない。名鉄の北安城駅、南安城駅からは離れている。
- JAあいち中央本店
- アンフォーレ
- 安城郵便局
- 安城市役所
- 安城市民会館
- 安城市文化センター
- 安城市民交流センター
- 碧海信用金庫本店
- 名鉄北安城駅（徒歩で約10分）
- 名鉄南安城駅（徒歩で約20分）
- 倉敷紡績安城工場
- ららぽーと安城(2025年4月18日オープン)

## バス路線
南口に「安城駅」バス停があり、名鉄バスとあんくるバスが路線バスを運行している。また、愛知学泉大学・短期大学岡崎キャンパスへ直行するスクールバスや、アイシンなどの企業の従業員運送バスも運行されている。
- 安城市コミュニティバス（通称：あんくるバス）
  - 【0】循環線左回り、【0】循環線右回り、【1】安祥線、【6】西部線、【7】作野線　各路線とも12月30日～1月3日の期間は運休
- 名鉄バス
  - 【81】【82】【83】安城線 - 新安城方面、安城更生病院・デンパーク（土休日のみ）方面　デンパーク行は2018年10月6日より開設
  - 【30】岡崎安城線 - 東岡崎方面

## 隣の駅

### 現在営業中の路線
東海旅客鉄道（JR東海）
CA 東海道本線
■特別快速・■新快速・■快速・■区間快速
岡崎駅 (CA52) - 安城駅 (CA54) - 刈谷駅 (CA58)
■普通
西岡崎駅 (CA53) - 安城駅 (CA54) - 三河安城駅 (CA55)

### かつて存在した路線
名古屋鉄道
安城支線（廃止）
安城駅 - 南安城駅